# Якобс, Дитмар
Дитмар Якобс (нем. Ditmar Jakobs; родился 28 августа 1953 в Оберхаузене, ФРГ) — немецкий футболист, защитник.

## Карьера
Якобс начал профессиональную карьеру в 1971 году в «Рот-Вайс Оберхаузене». Он начал свою карьеру в качестве защитника и провёл около 45 матчей, забив 12 мячей.
С 1974 по 1979 годы Якобс играл за клубы «Теннис-Боруссия» и «Дуйсбург», где сыграл 169 матч при 18 забитых голов.
После перехода из «Дуйсбург» в «Гамбург» в 1979 году, он стал чемпионом ФРГ в 1982 и 1983 годах, а в 1983 году выиграл Кубок европейских чемпионов победив в финале туринский «Ювентус» (1:0 в финальной игре, проходившей в Афинах). Вплоть до 1989 года он провел за Гамбург 323 матча.

## Международная карьера
За сборную ФРГ с 1980 по 1986 годы провел 20 матчей, забил 1 гол. Вице-чемпион мира 1986.

## Достижения
- Чемпионат Германии по футболу: 1981-82, 1982-83
- Чемпионат Германии по футболу (серебро): 1979-80, 1980-81, 1983-84, 1986-87
- Кубок Германии по футболу: 1986-87
- Кубок европейских чемпионов: 1982-83
- Кубок европейских чемпионов (финалист): 1979-80
- Чемпионат мира по футболу (серебро): 1986